# Heroes of Might and Magic: Quest for the Dragon Bone Staff
Heroes of Might and Magic: Quest for the Dragon Bone Staff (tạm dịch: Anh hùng vô địch và ma thuật: Truy tìm cây quyền trượng Xương Rồng) là trò chơi điện tử thuộc thể loại chiến lược theo lượt bối cảnh hư cấu do hãng New World Computing phát triển và The 3DO Company phát hành năm 2001 cho hệ máy PlayStation 2. Dù hãng 3DO đã không quảng cáo như vậy, thế nhưng trò chơi lại là một bản làm lại nâng cao của trò Bounty King. Chủ yếu là nâng cao phần đồ họa  và sự xuất hiện một chút dòng chữ là đã thực sự thay đổi. Bởi do lối chơi đã cũ nên tựa game ít có mối quan hệ phần với còn lại của dòng game Heroes of Might and Magic.

## Cốt truyện
Vào thời kỳ thế lực hắc ám ngự trị. Những sinh vật độc ác thường truy sát những người dân vô tội. Đức vua Argus III nằm bất lực và bất tỉnh trong vương quốc tàn tạ của mình, vừa thoát chết từ các vụ ám sát đã khiến thân thể nhà vua bị nhiễm độc nặng chỉ còn nước chờ chết. Chúa quỷ Malazak, con trai của Rồng Wyrm-Father chìm đắm trong nỗi hận thù sâu đậm đang âm thầm chiêu binh mãi mã, chờ đợi cái chết của vua Argus để có thể phân chia vương quốc giữa hắn với con nhân ngưu nham hiểm Minotaur. Trước tình hình ngàn cân treo sợi tóc, người chơi trong vai một hầu cận vô danh của đức vua sẽ lên đường truy tìm cây quyền trượng Xương Rồng huyền thoại sở hữu quyền năng thượng thừa để đánh bại thế lực hắc ám và mang lại ánh sáng thanh bình cho toàn cõi vương quốc như xưa.